# When the Levees Broke: A Requiem in Four Acts
When the Levees Broke: A Requiem in Four Acts è un documentario del 2006, diretto da Spike Lee.
Ha vinto il premio Orizzonti alla 63ª Mostra internazionale d'arte cinematografica di Venezia.
È stato definito da un dirigente dell'HBO come «uno dei documentari più importanti prodotti dall'HBO».
La critica cinematografica ha considerato unanimemente il documentario un capolavoro.
In Italia è stato trasmesso in due parti su Raitre.

## Trama
Narra delle devastazioni provocate dall'uragano Katrina nella città di New Orleans. Spike Lee intervistò i sopravvissuti, alcuni politici, giornalisti e storici.

## Riconoscimenti
- 2006 Mostra Internazionale d'Arte Cinematografica di Venezia (sezione Orizzonti, premio Diritti Umani)
- 2007 Emmy Awards (miglior produzione, miglior regia, miglior montaggio)
- 2007 Image Awards (miglior miniserie TV)
- 2007 Peabody Awards